# George Strickland (7e baronnet)
Pour les articles homonymes, voir George Strickland.
George Strickland, 7e baronnet (26 mai 1782 - 23 décembre 1874), également connu sous le nom de George Cholmley, est un député et avocat anglais. Il prend le nom de Cholmley pour hériter des domaines de Cholmley en 1865.

## Biographie

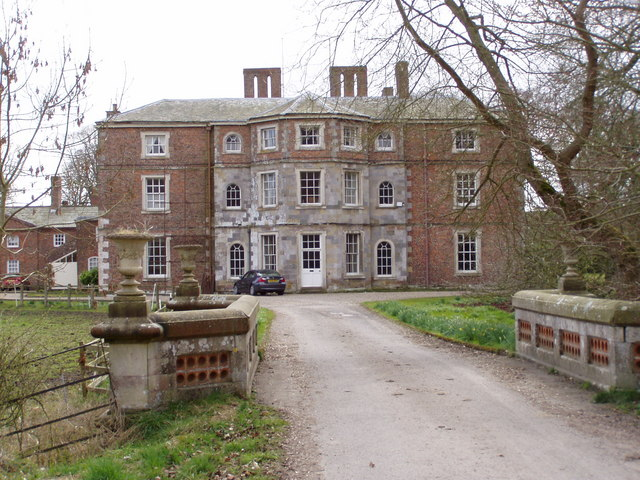
Boynton Hall - siège des baronnets de Strickland

Strickland est le deuxième fils de William Strickland, 6e baronnet, de Boynton dans le Yorkshire, mais son frère aîné meurt avant lui et il hérite du titre de baronnet à la mort de son père en 1834. Strickland hérite de Boynton Hall et est seigneur du manoir de Wintringham.
Strickland commence sa carrière dans le droit, étant admis au barreau en 1810, et exerce la profession d'avocat sur le circuit nord. Cependant, il s'intéresse à la politique, soutenant les Whigs et étant un ardent partisan de la réforme parlementaire et un des premiers défenseurs du scrutin secret.
En 1830, au plus fort de l'agitation autour du Great Reform Bill, il se présente au Parlement lors de l'élection partielle pour le Yorkshire qui suit la nomination de Brougham au poste de Lord Chancelier, mais est battu par un autre Whig. Cependant, aux élections générales de l'année suivante, les deux hommes sont réélus sans opposition et Strickland aide à voter le Reform Bill. Sa propre circonscription du Yorkshire est divisée en vertu de la Loi de réforme de 1832, et il se présente et est élu pour la circonscription ouest en 1832 qu'il continue à représenter jusqu'en 1841. En 1840, il assiste à la Convention mondiale contre l'esclavage à Londres en tant que membre correspondant de la société.
En 1841, il est élu député de Preston, une circonscription qu'il conserve pendant encore seize ans. Il reste un réformateur tout au long de sa carrière, préconisant également la réforme de l'église et le soulagement des dissidents.
Strickland est un éleveur bien connu de chevaux de course. Il vit principalement à Boynton, bien que son adresse soit enregistrée comme Hildenley à son élection en tant que député du Yorkshire en 1831. En 1844, il semble que ce soit son opposition qui est la principale objection à un projet de chemin de fer reliant Bridlington et York, proposé par George Hudson, qui passerait par Boynton ; le chemin de fer n'a jamais été construit.
En 1865, il hérite de Nathaniel Cholmley de vastes domaines à Whitby, Howsham et North Elmsall. Conformément aux termes du testament de Cholmley, Strickland adopte par licence royale le nom de famille Cholmley et les armes de Cholmley et Wentworth à la place des siens et vit les neuf dernières années de sa vie sous le nom de George Cholmley. À sa mort en 1874, cependant, son fils aîné et héritier Charles revient au nom et aux armes de Strickland.

## Mariage et enfants
Strickland épouse Mary Constable, fille du révérend Charles Constable de Wassand en 1818. Ils ont trois fils et au moins une fille.
1. Charles, le fils aîné, hérite du titre de baronnet et est l'un des premiers gagnants à Régate royale de Henley ;
2. Frederick, le deuxième fils, est ami avec Francis Galton et dont la mort le 19 octobre 1849 - d'hypothermie après être tombé dans un ruisseau et s'être perdu dans sa descente enneigée d'octobre du mont Washington, New Hampshire[3] ;
3. Lucy Henrietta Strickland (1822-8 juillet 1871), mariée le 19 décembre 1844 à James Marriott (mort le 10 octobre 1871).
4. Henry, le plus jeune fils, dont descendent les Strickland-Constables de Wassand qui détiennent désormais le titre de baronnet, dont ils héritent après l'extinction de la ligne directe Strickland en 1938.

## Sources
- A Gooder (éd. ) La représentation parlementaire du Yorkshire, 1258-1832 (Yorkshire Archaeological Society, Record Series, 1935)
- J Holladay Philbin, Représentation parlementaire 1832 - Angleterre et Pays de Galles (New Haven : Yale University Press, 1965)
- M Stenton (éd. ), Qui est qui des députés britanniques, Volume I : 1832-1885 (Hassocks : Harvester Press, 1976)